# Magadenovac
 Magadenovac  è un comune della Croazia di 2 239 abitanti della Regione di Osijek e della Baranja.